# Cromlech

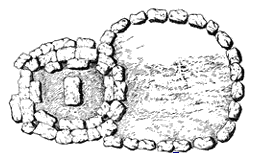
Un esempio della struttura di un cromlech

Il cromlech (dal gallese: "crom", rotondo e "lech", pietra) è un insieme di menhir allineati in cerchio, a volte uniti col sistema trilitico a formare un santuario, forse con funzione di osservatorio astronomico.

## Descrizione
Cromlech è una parola gallese che indica strutture megalitiche preistoriche, in cui crom significa "curvata" e lech significa "pietra piatta". Il termine è oggi divenuto obsoleto, ma rimane in uso come termine colloquiale per designare due diversi tipi di monumenti megalitici.
In inglese il termine si riferisce di norma ai dolmen, ritenuti resti di camere sepolcrali preistoriche. È invece largamente usato in francese per indicare dei circoli di pietre, che in inglese si preferisce definire stone circle. Alcuni archeologi di lingua inglese, come Aubrey Burl, utilizzano il termine con questo secondo significato anche in inglese. Il più famoso ed enigmatico è il cromlech di Stonehenge, la cui costruzione sembra essere stata svolta tra il 2800 a.C. ed il 1100 a.C. in quattro diverse fasi, e che ha orientazioni riconducibili allo studio astronomico, infatti probabilmente era destinato al culto del Sole. È possibile che venisse usato per "contare" le fasi lunari e anche come una specie di orologio che si basava sul fascio di luce riflesso da una pietra posta poco lontano dall'entrata principale. Finora però non ci sono teorie esatte ma soltanto ipotesi sullo scopo dei cromlech.
A Nabta Playa vi è un cromlech calendariale, dove due monoliti hanno allineamento Nord-Est in direzione del sorgere del sole il 21 giugno e risulta essere più antico di Stonehenge di almeno mille anni.
Il termine, inoltre, è occasionalmente impiegato per indicare alcuni esempi più complessi di architettura megalitica, come il cromlech di Almendres in Portogallo. 

## In Italia
In Valle d'Aosta, al confine con la Francia, nel comune di La Thuile, è presente il cromlech del Piccolo San Bernardo, formato da 46 pietre.
In Sicilia, all'interno del Parco delle Madonie, nel territorio del comune di Petralia Sottana, sono state scoperte, nel 2013, alcune strutture che davano origine ad un cromlech. Altre strutture megalitiche preistoriche che formano cromlech si trovano a Marianopoli, in provincia di Caltanissetta, nella zona denominata Valle Oscura. A Valledolmo in provincia di Palermo si trova incece il cosiddetto "Pizzo della Madonna". Infine a Cavaglià è presente un monumento che ricrea un cromlech, formato dai menhir di Cavaglià, ovvero pietre provenienti da un precedente monumento megalitico.